# 1816 en Bretagne
 Chronologie de la Bretagne
- 1812
- 1813
- 1814
- 1815
- 1816
- 1817
- 1818
- 1819
- 1820

Cette page recense des événements qui se sont produits durant l'année 1816 en Bretagne.

## Société

### Décès
- 13 juillet à Lambezellec : Jean-Louis Delmotte (né à Brest le 12 janvier 1752), officier de marine français.